# فرناندو جوبيلو
فرناندو جوبيلو (مواليد 27 فبراير 1974)، هو لاعب كرة قدم إسباني معتزل.

## وصلات خارجية
- فرناندو جوبيلو على موقع قاعدة بيانات كرة القدم.إي يو (الإنجليزية)
- فرناندو جوبيلو على موقع Soccerway.com (الإنجليزية)
- فرناندو جوبيلو على موقع عالم كرة القدم.نت (الإنجليزية)